# Bengalenpitta
Die Bengalenpitta (Pitta brachyura), auch Neunfarbenpitta genannt, ist eine Vogelart aus der Gattung Pitta innerhalb der Familie der Pittas (Pittidae).

## Merkmale

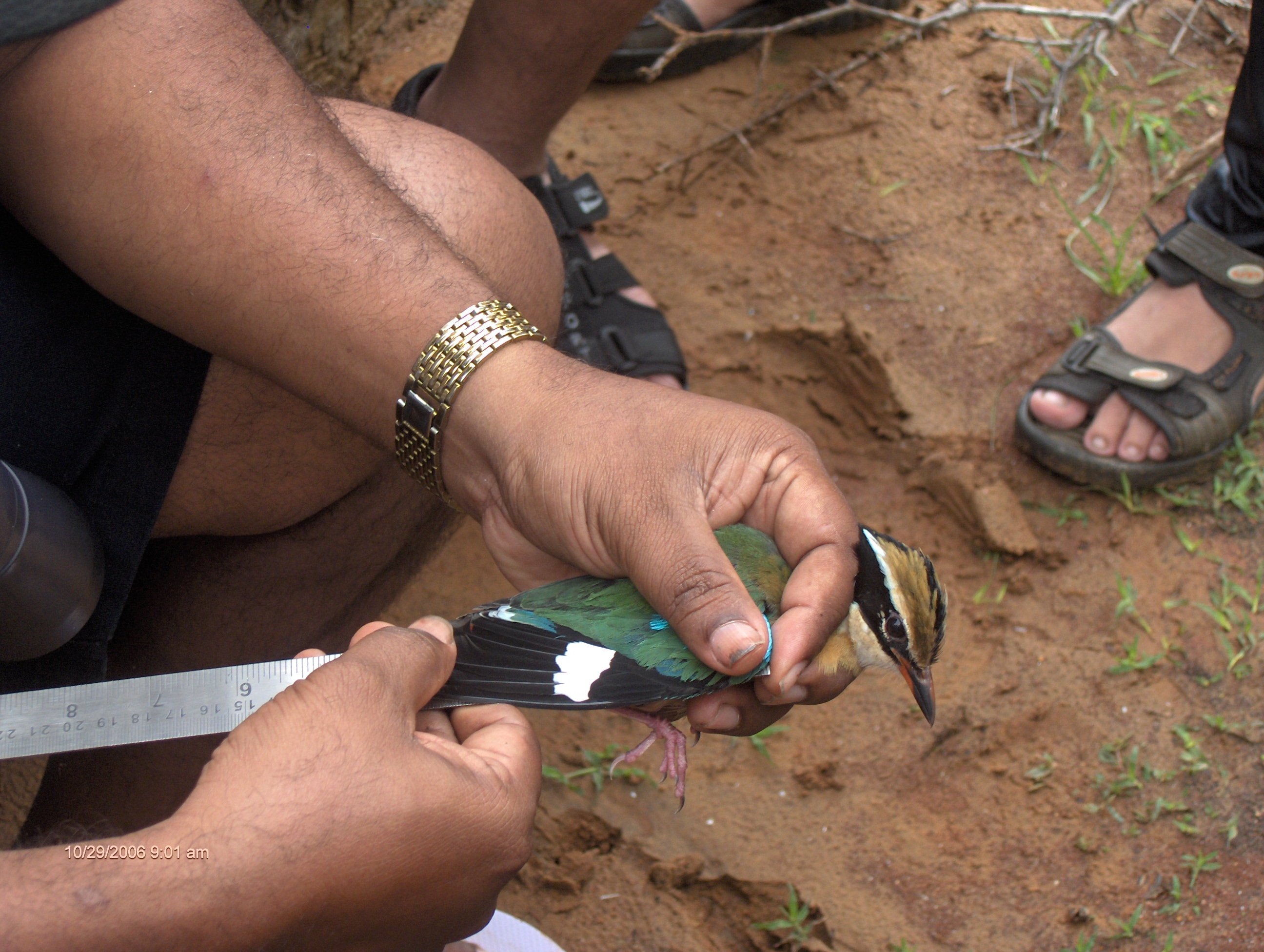
Beringung eines Bengalenpittas bei Kodikkarai im Südosten Indiens

Die 15–20 cm lange Bengalenpitta ist ein gedrungener Vogel mit großem Kopf und kräftigen Schnabel sowie großen Augen; oberseits ist sie grün gefärbt mit blauen Partien an den Flügeln, unterseits ist sie orangegelb. Er hat einen breiten schwarzen Augenstreif.

## Vorkommen
Die Bengalenpitta bewohnt tropische und subtropische Wälder und dichtes Gebüsch in Indien. Die nördlichen Populationen ziehen zum Überwintern nach Südindien und Sri Lanka.

## Verhalten
Die Bengalenpitta ist ein Bodenbewohner, der sich schnell hüpfend im Unterwuchs fortbewegt. Sie nächtigt und singt gelegentlich auf Bäumen.
Ihre Nahrung, die hauptsächlich Früchte, Samen, Insekten und andere Wirbellose sowie kleine Wirbeltiere besteht, sucht sie mit dem Schnabel in der Erde. Gehäuse von Schnecken zertrümmert sie, indem sie sie gegen Baumstämme oder Steine schlägt.

## Fortpflanzung
Die Bengalenpitta baut meist im Gebüsch nahe am Boden aus Zweigen ein kuppelförmiges Nest mit Seiteneingang, das mit Moos ausgepolstert wird. Das Gelege besteht aus drei Eiern.

## Unterarten
Die Art gilt als monotypisch. Pitta nympha melli Stresemann, 1923 wird heute als Synonym zur Nominatform betrachtet.

## Etymologie und Forschungsgeschichte
Die Erstbeschreibung der Bengalenpitta erfolgte 1766 durch Carl von Linné unter dem Namen Corvus brachyurus. Als Verbreitungsgebiet gab er die Molukken und  Sri Lanka an. 1816 führte Louis Pierre Vieillot die neue Gattung Pitta ein. Dieses Wort stammt aus der Dravidischen Sprachen und bedeutet hübsch. Brachyura  ist ein griechisches Wortgebilde aus βραχυς brachus für „kurz“ und -ουρος, ουρα -ouros, oura für „-schwänzig, Schwanz“. Schließlich ist melli Rudolf Emil Mell (1878–1970) gewidmet.